# سيمينة
سيمينة (بالفارسية: سیمینه) هي مدينة تقع في إيران في ناحية سيمينه. يقدر عدد سكانها بـ 957 نسمة .